# Groove Armada
Groove Armada – brytyjski duet muzyczny.
Ich twórczość to szeroko pojęta muzyka taneczna, oparta na brzmieniach elektronicznych, house, hip-hop, chill out. Zespół został założony w Cambridge w połowie lat 90. przez Andy’ego Cato (wł. Andrew Cocup) i Toma Findlaya.
Zespół nagrał sześć albumów. Pochodzą z nich takie utwory jak I See You Baby (spopularyzowany przez remiks Fatboy Slima), Superstylin, But I feel good czy My friend.
Zespół wystąpił m.in. 30 czerwca 2007 oraz 1 lipca 2010 w Gdyni na festiwalu Heineken Open’er Festival, a także 5 września 2009 w Warszawie na festiwalu Orange Warsaw Festival.

## Dyskografia
- Northern Star (1998)
- Vertigo (1999)
- Goodbye Country (Hello Nightclub) (2001)
- Lovebox (2002)
- Soundboy Rock (2007)
- Black Light (2010)
- White Light (2010)
- Edge Of The Horizon (2020)

### Single

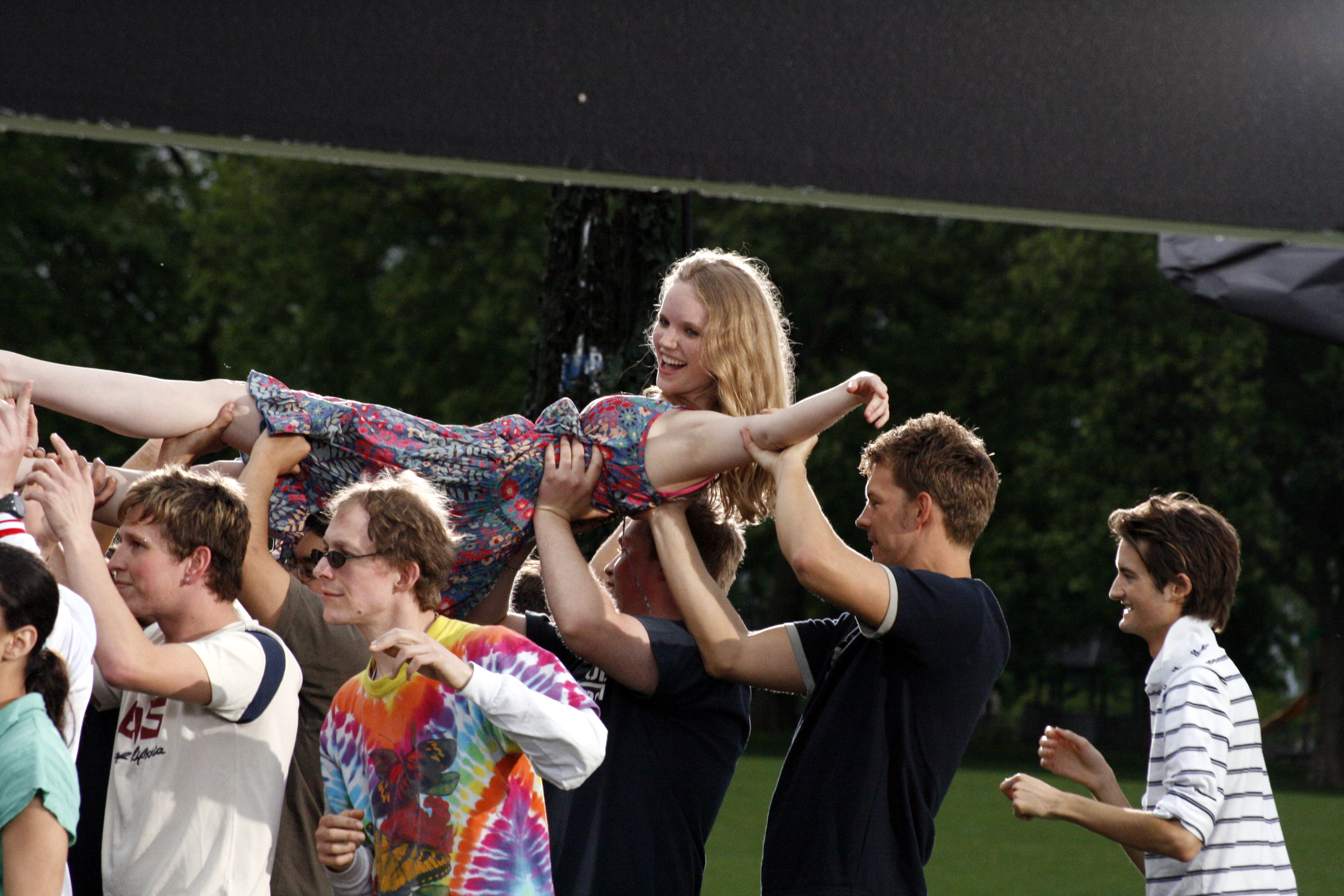
Shooting the video for Song 4 Mutya (Out Of Control) In Finsbury Park, London

- „Drop The Tough” – 2009
- „Warsaw” – 2009
- „1980” – 2010